# Boring, Oregon

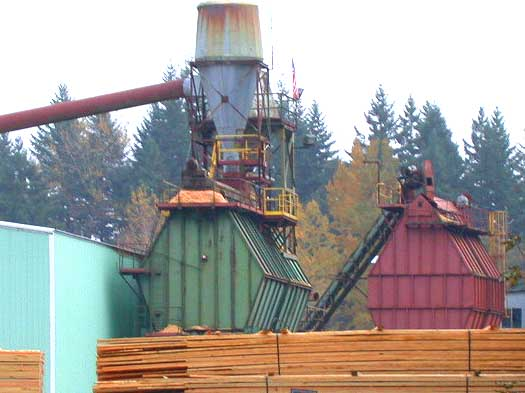
Nhà máy gỗ tại Boring.

Boring là một cộng đồng chưa hợp nhất trong Quận Clackamas, Oregon, Hoa Kỳ. Nó nằm dọc theo Xa lộ Oregon 212, khoảng 8 dặm Anh về phía nam của Gresham và khoảng cách tương tự từ Clackamas. Cả hai thành phố vừa kể trên là ngoại ô của Portland.

## Lịch sử
Cộng đồng này được đặt tên của W. H. Boring, một cư dân thời xa xưa của khu vực này. Boring được khởi sự vào năm 1903 với cái tên là "Boring Junction". Bưu điện được thiết lập và lấy tên là "Boring" cùng năm đó. Các nhà xây dựng đường rai liên ngoại ô đã lấy tên Boring làm tên cho cộng đồng.
Cái tên độc nhất vô nhị này của thị trấn (Boring có nghĩa tiếng Việt là nhàm chán) thường khiến nó có mặt trên các danh sách các địa danh có tên bất thường. Cái tên "Boring" được những người địa phương đón nhận và được tìm thấy trong tên của nhiều doanh nghiệp địa phương. Điều này khiến cho nhiều biển hiệu chỉ đường có vẽ buồn cười đối với nhiều người từ xa đi ngang hoặc ghé thăm.
Năm 2005, người dân Boring đã làm đơn xin phép được trở thành các ngôi làng được công nhận hợp pháp đầu tiên tại Oregon.
Những người cổ vũ cho việc công nhận làng đã sử dụng khẩu hiệu "nơi sinh sống thích thú nhất."
Sau nhiều tháng tranh luận về vấn đề thành lập làng, các cư dân đã đánh bại khít khao việc đưa địa danh thành làng trong một cuộc trưng cầu theo hình thức họp cộng đồng với 293 phiếu thuận và 298 phiếu chống.

## Kinh tế
Boring là một thị trấn lâm nghiệp qua phần nhiều thời gian của thế kỷ 20. Công ty Portland Traction, một công ty đường rai hiện thời đã giải thể, có hoạt động 1 tuyến đường rai từ Portland (gần vị trí hiện tại của Bảo tàng Khoa học và Công nghệ Oregon (Museum of Science and Industry hay viết tắt là OMSI) trên sông Willamette đến Boring qua ngã Gresham. Trong thập niên 1950, Các công ty xe lửa Southern Pacific và Union Pacific đã hợp tác điều hành hoạt động vận tải hàng hóa.

## Hình ảnh

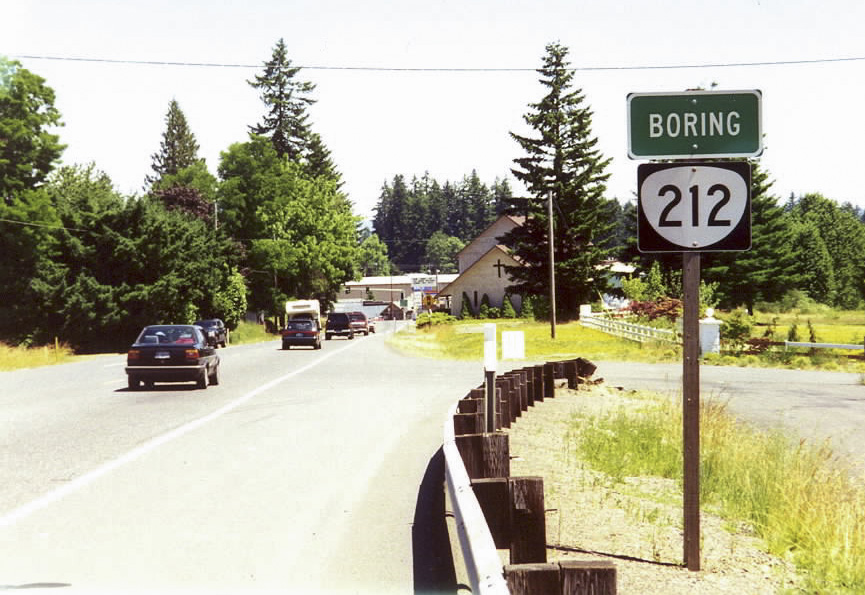
Biển hiệu trên Xa lộ Oregon 212
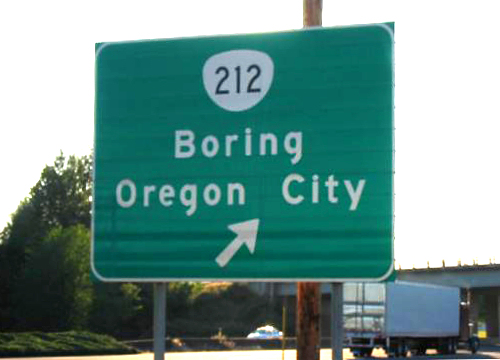
Biển hiệu tại giao lộ giữa Xa lộ Oregon 212 và Quốc lộ Hoa Kỳ 26